# Cola cordifolia
Cola cordifolia es una especie de árbol perteneciente a la familia de las malváceas.   Es  originaria del oeste de África en Senegal. 

## Descripción
Es un árbol grande, que alcanza los 15-25 m de altura con un corto tronco, y con la  ramificación formando una densa corona. 

## Distribución y hábitat
Se encuentra en la sabana desde Senegal a Malí, a veces se confunde con Cola gigantea, que se produce hacia el este. Es el árbol que más se cultiva en las aldeas locales.

## Sinonimia
- Sterculia cordifolia Cav. (1788)[1]

## Usos
- Se cultiva como planta ornamental o para hacer productos para el   hogar, artículos domésticos y personales y para hacer aparatos de caza y pesca.
- Su madera se usa como material de construcción, combustible e iluminación.

### Medicinales
- En general, se utiliza para la curación; laxante, etc; problemas pulmonares, y enfermedades venéreas.
- Las hojas: contra la lepra y como insecticida contra los arácnidos
- El peciolo de la hoja: para el tratamiento de los ojos.
- Las ramas: como medicamento abortivo, para los riñones y como diurético.

### Costumbres
- La raíz: se utiliza socialmente en la religión, las supersticiones y la magia.[2]